# 王健 (大提琴家)

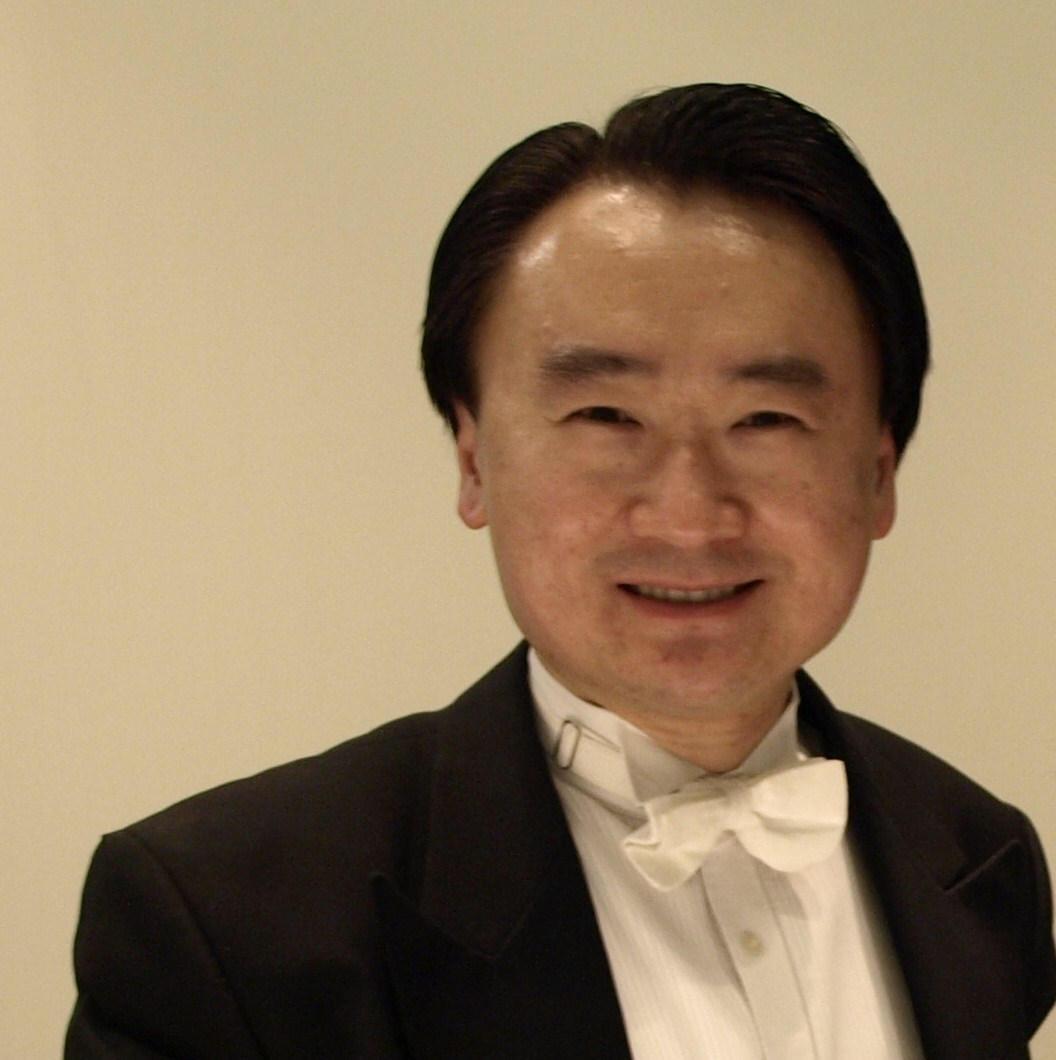
香港國際金融中心為香港藝術節演出後，2009年

王健（英語：Jian Wang，1968年12月26日—），中国大提琴家。

## 简介
王健生于陕西西安，父亲王树棠毕业于西安音乐学院大提琴专业，母亲是长笛手。四岁开始学习大提琴，父亲是他的启蒙老师。1978年，王健以专业第一名的成绩考上上海音乐学院附小。1979年，艾萨克·斯特恩来华访问，注意到了王健，并把他拍进了纪录片《从毛泽东到莫扎特——艾萨克·斯特恩在中国》。1981年，12岁的王健首次和上海交响乐团在上海音乐厅演奏了圣桑大提琴协奏曲。美籍华人林寿荣观看了王健在纪录片中的演奏之后，资助王健前往美国留学，并将一把1622年的意大利阿玛蒂大提琴赠予王健。
1985年，王健进入耶鲁大学音乐学院学习，师从著名大提琴家奥尔多·帕瑞索。
王健还是德意志留声机签约的第一位华人演奏者。
作为独奏家，王健和世界很多顶尖乐团进行过合作，其中包括美国的纽约爱乐乐团，克林夫兰管弦乐团、费城管弦乐团、芝加哥交响乐团、波士顿交响乐团、洛杉矶爱乐乐团，底特律交响乐团。德国的柏林爱乐乐团、英国的伦敦交响乐团，哈雷管弦乐团，BBC交响乐团、皇家爱乐乐团。法国的国家管弦乐团，巴黎管弦乐团，荷兰的皇家音乐厅管弦乐团、瑞典的哥德堡交响乐团、斯德哥尔摩爱乐乐团、意大利的斯卡拉歌剧院管弦乐团，罗马圣塞西莉亚交响乐团、捷克爱乐乐团，马勒室内乐团和日本NHK交响乐团。在这些音乐会上执棒的大师级指挥家包括阿巴多、萨瓦利什、雅尔维、夏伊、迪图瓦、艾森巴赫，郑明勋和杜达梅尔。王健也与中国所有一流乐团频繁合作，包括上海交响乐团，中国爱乐乐团，国家大剧院交响乐团，中国国家交响乐团，广州交响乐团，杭州交响乐团，深圳交响乐团。合作的指挥大师包括他最亲密的合作伙伴余隆，以及汤沐海，陈佐湟，吕嘉，张国勇，杨洋，林大叶，景焕，张洁敏。
王健出任过中国国家大剧院第一任驻院艺术家，上海交响乐团第一任驻团艺术家，以及杭州交响乐团驻团艺术家。王健也是中国国家乐团首访美国，日本，上海交响乐团首访欧洲的特邀独奏家。王健在众多世界顶级音乐大赛出任评委。包括柴可夫斯基大提琴大赛，伊丽莎白女王大提琴大赛，斯特恩小提琴大赛，尼尔森小提琴大赛等。
王健现任英国皇家伯明翰音乐学院大提琴国际主席。上海交响乐团艺术委员，杭州交响乐团艺术委员。
王健还多次回中国演出，也到台北演出。現在的王健繼續在世界各地演出，但他主要居住在英國倫敦和中國上海。
2004年，擔任香港電台電視節目《華人青年音樂家系列》八位嘉賓之一。

## 唱片
- 介绍王健（Presenting Jian Wang），钢琴伴奏：卡蘿・羅桑蓓兒格（英语：Carol Rosenberger）（Delos Records，1992年）
- 勃拉姆斯：第一、第二号钢琴三重奏，钢琴：玛利亚·若昂·皮雷斯，小提琴：奥古斯丁·杜梅 （德意志留声机，1995年）
- 莫扎特：钢琴三重奏 K.496K、K502，钢琴：玛丽亚·若昂·皮雷，小提琴：奥古斯丁·杜梅 （德意志留声机，1997年）
- 海顿：大提琴协奏曲，古尔班基安管弦乐团（英语：Gulbenkian Orchestra）（指挥：汤沐海）（德意志留声机，1999年）
- 梅西安：时间终结四重奏（Messiaen: Quatuor pour la fin du temps）， 吉尔·沙汉姆， 保罗·梅耶，郑明勋（德意志留声机，2000年）
- 勃拉姆斯：双重协奏曲，小提琴：吉尔·沙汉姆，柏林爱乐乐团（指挥：阿巴多）（德意志留声机，2001年）
- 巴洛克专辑（The Baroque Album），萨尔茨堡室内乐团（英语：Camerata Salzburg）（德意志留声机，2003年）
- 博凯里尼、库普兰、富雷斯可巴第（英语：Girolamo Frescobaldi）、蒙恩（英语：Georg Matthias Monn）：大提琴协奏曲，萨尔茨堡室内乐团（德意志留声机，2003年）
- 巴赫：无伴奏大提琴组曲（德意志留声机，2005年）
- 遐想（Reverie），吉他：約蘭·索爾舍（英语：Göran Söllscher）（德意志留声机，2007年）